# O Veleiro de Cristal
O Veleiro de Cristal (ISBN 8506024927) é um romance juvenil, escrito por José Mauro de Vasconcelos e publicado em 1973.

## Enredo
Edu, o protagonista da história, é um garoto de treze anos com deficiência. Após uma delicada cirurgia, vê-se obrigado a conviver com o abandono dos amigos e familiares.
Sua tia Anna aparece como recante de suas esperanças levando o garoto para sua residência, uma mansão, onde vive aventuras em seu maior refúgio, sua imaginação.

## Capítulos
- 1 - A Viagem
- 2 - A Conquista do Veleiro
- 3 - Gakusha, o Tigre
- 4 - A Dama das Sombras
- 5 -Conversas nas Tardes sem Importância
- 6 - O Cavaleiro Bolitrô
- 7 - Gabriel, a Lua e o Lago
- 8 - Conversas, Simples Conversas
- 9 - Ao Cair das Velas
- 10 - Veleiro de Cristal, Veleiro das Estrelas
- 11 - O Grito de Anna

## Filme
Foi confirmado que um filme baseado no livro seria produzido e lançado em janeiro de 2018.